# Wilhelm Hüffmeier
Wilhelm Hüffmeier (* 12. Juli 1941 in Berlin) ist ein deutscher evangelischer Theologe. Er war unter anderem Präsident des Gustav-Adolf-Werkes und Leiter der Kirchenkanzlei der Union Evangelischer Kirchen (UEK).

## Werdegang
Wilhelm Hüffmeier studierte von 1960 bis 1965 Evangelische Theologie in Berlin, Marburg und Zürich. Sein Vikariat absolvierte er in der Evangelischen Kirche in Berlin-Brandenburg. 

Von 1966 bis 1972 war er wissenschaftlicher Assistent bei Eberhard Jüngel in Zürich und Tübingen und wurde 1972 in Tübingen zum Dr. theol. promoviert. In den Jahren 1973 bis 1975 und 1980 bis 1981 war er als Dozent für Neues Testament an der Theologischen Hochschule der Evangelischen Kirche lutherischen Bekenntnisses in São Leopoldo (Brasilien) tätig.
Von 1976 bis 1983 war er Pfarrer an der Lankwitzer Dorfkirche in Berlin-Lankwitz und wurde 1983 Theologischer Referent in der Kirchenkanzlei der Evangelischen Kirche der Union (EKU) und bei der Arnoldshainer Konferenz. Von 1995 bis 2003 war er Leiter der Kirchenkanzlei der EKU und übte nach der Fusion der EKU und Arnoldshainer Konferenz zur Union Evangelischer Kirchen im Jahr 2003 in deren Kirchenkanzlei das gleiche Amt aus.
Mit Hüffmeiers Eintritt in den Ruhestand 2006 wurde die Tätigkeit der Kirchenkanzlei der UEK in Berlin beendet. Die Geschäfte der UEK werden jetzt von der UEK-Amtsstelle im Kirchenamt der Evangelischen Kirche in Deutschland (EKD) in Hannover wahrgenommen.

## Sonstige Funktionen
- 1984–2011: Vorsitzender des Gustav-Adolf-Werkes der Evangelischen Kirche in Berlin-Brandenburg (ab 2005 der Evangelischen Kirche Berlin-Brandenburg-schlesische Oberlausitz)
- 1987–2006: Leiter des Sekretariats der Leuenberger Kirchengemeinschaft in Berlin
- 2004–2015: Präsident des Gustav-Adolf-Werkes (Diasporawerk der EKD) (GAW), Leipzig

## Ehrungen
- Ehrendoktorwürde der Theologischen Fakultät der Humboldt-Universität 2001
- Bundesverdienstkreuz 1. Klasse 2002
- Peter-Beier-Preis 2007

## Predigttexte
Wilhelm Hüffmeier predigt bisweilen im Berliner Dom. Die Predigttexte finden sich in der Predigtsammlung des Berliner Doms.